# Antonius Musa
Ne doit pas être confondu avec Antonio Musa Brassavola.
Antonius Musa (en grec ancien : Ἀντώνιος Μούσας), abréviation de Musodoros, est un médecin d'Auguste, disciple du médecin Thémison de Laodicée.
Grec de nation, il avait d'abord été un affranchi impérial. Son frère, Euphorbos, était le médecin du roi Juba II. En 23 av. J.-C., succédant au médecin Marcus Artorius Asclépiadès, il guérit l'empereur Auguste d'une hépatite virale en lui prescrivant, selon Pline, la laitue, interdite par le médecin précédent, ou, selon Dion Cassius, des potions et des bains froids,. En reconnaissance, Auguste et le sénat lui accordèrent une forte somme et le droit de porter l'anneau d'or, le peuple romain lui éleva une statue à côté de celle d'Esculape. Il est cité par le médecin Marcellus Empiricus pour des remèdes contre les douleurs d’estomac et pour un collyre.
Plus tard sa compétence fut mise en doute par Dion Cassius, car Marcellus, un neveu d'Auguste à qui il administra les mêmes soins, décéda néanmoins.
Horace se plaignit aussi de ces soins glacés : « Antonius Musa prétend que les eaux de Baïes sont pour moi sans vertu, et il m'a complètement brouillé avec elles, en me plongeant, au milieu de l'hiver, dans une onde glacée. »

## Postérité
En raison de son prestige comme médecin d'Auguste, on lui attribua un ouvrage médicinal et botanique sur la bétoine (pseudo-Antonius Musa) :
- De Herba vettonica (la),
- De tuenda valetudine

qui apparaît dans le Codex Vindebonensis 93, recueil manuscrit de 6 traités datant de la fin de l'Antiquité, conservé à la Bibliothèque nationale d'Autriche.
Le naturaliste Carl von Linné donna en son honneur le nom de Musa au genre Musa, qui regroupe les bananiers.